# Reichskulturkammer
La Reichskulturkammer o RKK (Cambra de cultura del Reich) era una institució del govern nacionalsocialista del 1933 al 1945 amb l'objectiu de regular totes les expressions i oficis culturals del Tercer Reich. Havia d'unificar (Gleichschaltung) el món cultural segons criteris estètics, racials i polítics iguals per a tots. Depenia del Ministeri del Reich de la Instrucció del Poble i de la Propaganda, dirigit pel ministre Joseph Goebbels. Va ser creada per la llei Reichskulturkammergesetz (Llei sobre la Cambra de cultura del Reich) el setembre de 1933.
Les diferents cambres no només controlaven els artistes pròpiament dits, però també tots els oficis annexes, com per exemple els constructors d'instruments de música, les impremtes, els directors d'infraestructures culturals, constructors de decorat, etc. El primer decret d'execució del novembre 1933 estipulava: «§4. Qui col·labora en la producció, la reproducció, l'afaiçonament espiritual o tècnic, la difusió, la conservació, la venda o l'agència de béns culturals, ha de ser afiliat a la cambra competent per a la seva activitat. Difusió també compren la producció i la venda de mitjans de difusió.» §6 «[…] sigui com a professional o amateur».
Els artistes i altres persones que es veien refusar la inscripció a una de les cambres havien de callar i afrontar els problemes econòmics de l'atur o l'exili. L'exercici privat de l'art o ofici llur era prohibit igualment. La creació de la cambra s'ha de veure al context de la competició entre Goebbels i el sindicat únic autoritzat durant el nazisme, el Front Alemany de Treball (DAF). Ja a l'estiu del 1933 el sindicat unificat havia volgut estendre l'afiliació obligatòria als oficis culturals i Goebbels temia perdre poder i influència en el sector que considerava essencial per a la seva missió ministerial.
A més de controlar els professionals, la Cambra havia de promoure l'art alemany «autèntic» (völkisch), sa, segons les regles de l'art així com amb una iconografia que sostenia la ideologia de sang i terra, alliberat de qualsevol «modernisme decadent» contrari al que es considerava com els valors germànics tradicionals.
La Cambra tenia set departaments:
- Reichsmusikkammer, música
- Reichsschrifttumskammer, literatura
- Reichskammer der bildenden Künste, belles arts
- Reichstheaterkammer, arts escèniques
- Reichspressekammer, premsa
- Reichsrundfunkkammer, ràdiodifusió
- Reichsfilmkammer, cinematografia

Va ser abolida per la Comissió Aliada de Control al marc de la desnazificació el 10 d'octubre de 1945 i les seves possessions van ser confiscades. Els seus arxius són conservats pel Bundesarchiv.